# ادبیات روسی
ادبیات روسی (به روسی: Русская литература) به ادبیات کشور روسیه و مهاجرین آن و همچنین آن دسته از کشورهای روسی‌زبانی که به‌طور تاریخی جزو روسیه یا شوروی بودند گفته می‌شود.
ریشه‌های ادبیات روسی را می‌توان در قرون وسطی جست یعنی زمانی که نخستین اشعار حماسی و سرگذشت‌ها به زبان روسی باستان تصنیف شدند. در عصر روشنگری ادبیات روسی اهمیت زیادی پیدا کرد و از اوایل دههٔ ۱۸۳۰ وارد دوران طلایی خود در شعر، نثر و نمایشنامه شد. ادبیات روسی پس از انقلاب ۱۹۱۷ به دو بخش شوروی و مهاجران سفید تقسیم شد. اتحاد جماهیر شوروی مبلغ سوادآموزی جهانی بود و به همین جهت صنعت چاپ کتاب را به شدت توسعه بخشید اما در عین حال به سانسور ایدئولوژیک دست می‌زد.
ادبیات نوین روسی از زمان الکساندر پوشکین در نیمه نخست سده ۱۹ آغاز شد. پوشکین با رد کردن واژگان و دستورهای باستانی و جایگزینی آن‌ها با برابرهای روسی گفتاری در ادبیات روسی انقلابی ایجاد کرد. امروزه نیز خوانندگان آثار پوشکین در سنین پایین ممکن است در درک برخی از واژگان با مشکلات کمی روبرو شوند، زیرا واژگان دوره پوشکین گاه تاریخی شده یا تغییر معنی داده‌اند. بیشتر اصطلاحاتی که نویسندگان روسی همچون پوشکین، لرمانتف، نیکلای گوگول و الکساندر گریبایدوف در آثارشان استفاده کرده‌اند، در روسی گفتاری نوین به ضرب‌المثل تبدیل شده‌اند.
ادبای روسی تقریباً در تمام ژانرهای ادبی شناخته‌شده فعال بوده‌اند. روسیه دارای پنج ادیب برنده جایزه نوبل است. روسیه تا سال ۲۰۱۱ چهارمین تولیدکنندهٔ کتاب در جهان بر حسب عنوان‌های منتشره بوده‌است.